# Pałac w Biedrzychowicach
Pałac w Biedrzychowicach (niem. Schloss Friedersdorf) – pałac wybudowany w XVI w. we wsi Biedrzychowice (województwo dolnośląskie) w powiecie lubańskim, wpisany do rejestru zabytków nieruchomych województwa dolnośląskiego.
Barokowy obiekt wybudowany na bazie renesansowego zamku obronnego z 1527, położony w pobliżu drogi nr 30 z Gryfowa do Lubania. Obecnie budynek jest siedzibą szkoły.

## Historia
Początki budowy pałacu w Biedrzychowicach przypadają na rok 1527. Prace te rozpoczął Konrad von Nostitz, który był również pierwszym właścicielem. Budowa z przerwami trwała do 1580. Początkowo został zbudowany jako dwór. W 1702, gdy właścicielem był Moritz Christian von Schweinitz (1676–1739), od 1722 żonaty z Evą Anną von Schweinitz und Krain (1680–1747), pałac został przebudowany w stylu barokowym. W 1730 przeprowadzono kolejną rozbudowę. Kolejny właściciel pałacu, Oswald Blumenthal, w 1846 przeprowadził następną przebudowę pałacu. W 1863 pałac zakupił baron Aleksander Friedrich von Minutoli (1806–1887). Był on, pod koniec XIX w., znanym kolekcjonerem dzieł sztuki. Zaczął on swe zbiory gromadzić w pałacowych komnatach, nie zapomniał również o zmianie elewacji i wystroju wnętrza pałacu. Zaraz po zakupie, w 1863 zamontował m.in. renesansowe portale kłodzkich kamienic. W tym też czasie powstał ogród i park. Następnym właścicielem został zięć Minutoliego, hrabia Joachim von Pfeil und Klein Ellguth. Pałac pozostawał w rękach rodziny von Pfeil do 1945. Po zakończeniu II wojny światowej w pałacu miał swoją siedzibę PGR, a od 1960 znajduje się tutaj Zespół Szkół Ponadgimnazjalnych o profilu ogólnym. W 1966 dokonano adaptacji obiektu, a w latach 1974–1978 przeprowadzono remont i konserwację.

## Architektura
Pałac został zbudowany na rzucie prostokąta, jest to budowla dwupiętrowa nakryta mansardowym dachem z dwoma rzędami lukarn. Fasady są jedenastoosiowe z jońskimi pilastrami w wielkim porządku, zdwojonymi na narożach budynku.

Najciekawsza jest elewacja południowo-zachodnia, położona od strony ogrodu. Znajduje się na niej imitacja dekoracyjnego balkonu z kamienną, ażurową balustradą, powyżej, pod gzymsem, widnieje herb przedstawiającym lwa Aleksandra von Minutoli. Do głównego wejścia prowadzą pięciobiegowe schody z trójpoziomowymi tarasami i balustradami zdobionymi wazonami.

Elewacja północno-wschodnia ma trzy kondygnacje i są na niej pilastry zdobione kampanulami. Nad głównym wejściem, ujętym w pilastrowy portal z płytkim balkonem widnieje fronton zawierający kartusz z dwoma herbami Mortiza Christiana von Schweinitz i jego żony Evy Anny von Schweinitz, wieńczący trzy środkowe osie. Do głównego wejścia prowadzi arkadowy most, przebiegający nad dawną fosą, poprzedzony wachlarzowymi schodami. Przy elewacji znajduje się taras wsparty na czterech jońskich kolumnach, zwieńczony kamienną ażurową balustradą zdobioną wazonami.
 
Wnętrze zawiera wiele pomieszczeń z dawnym wystrojem. W niektórych salach zachowały się plafony, sztukaterie i barokowe kominki.

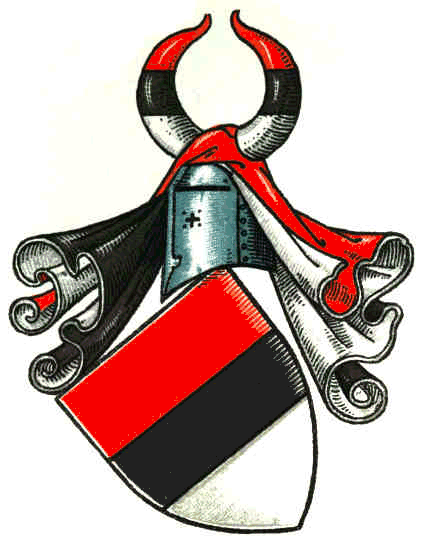
Herb Mortiza i Evy von Schweinitz
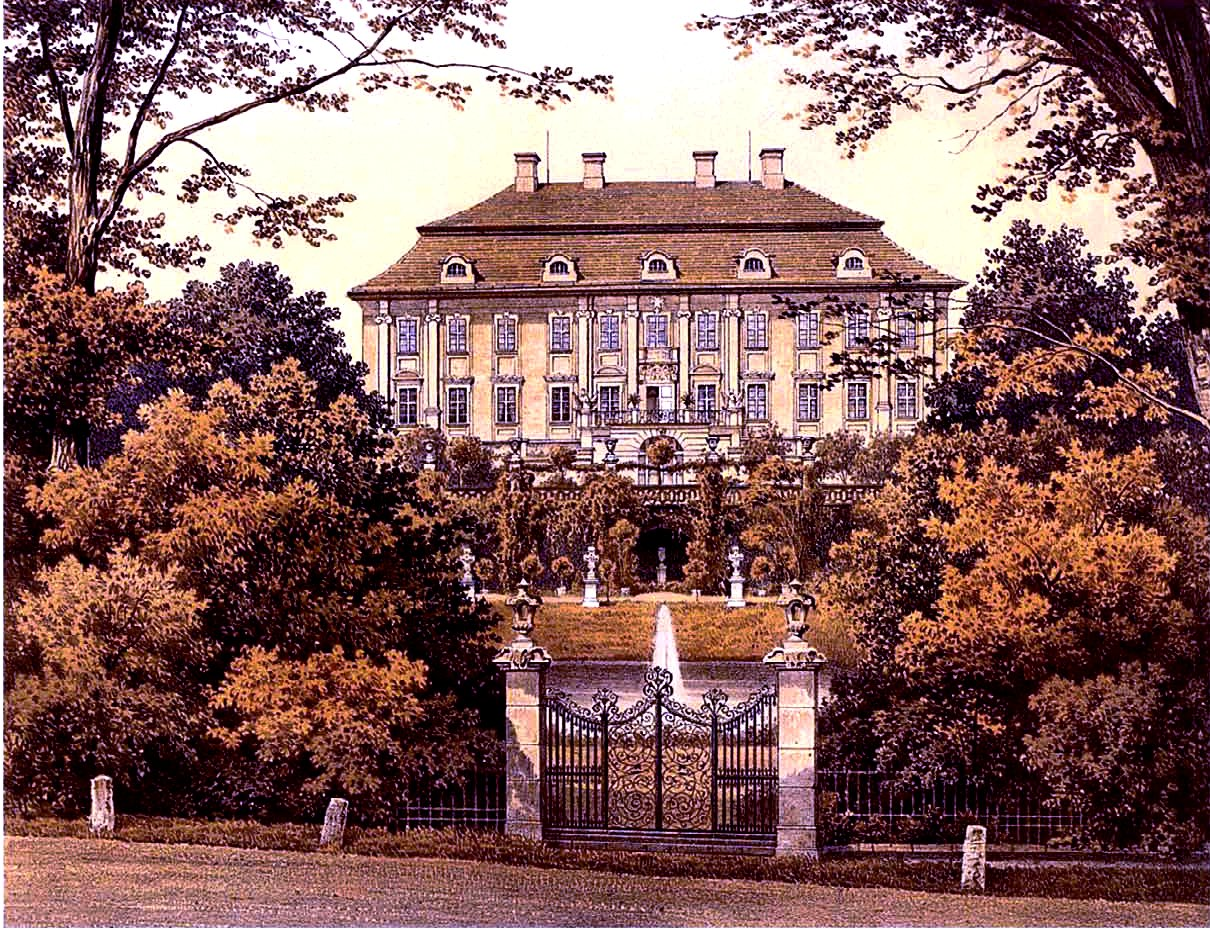
Pałac od ogrodu wg A. Dunckera
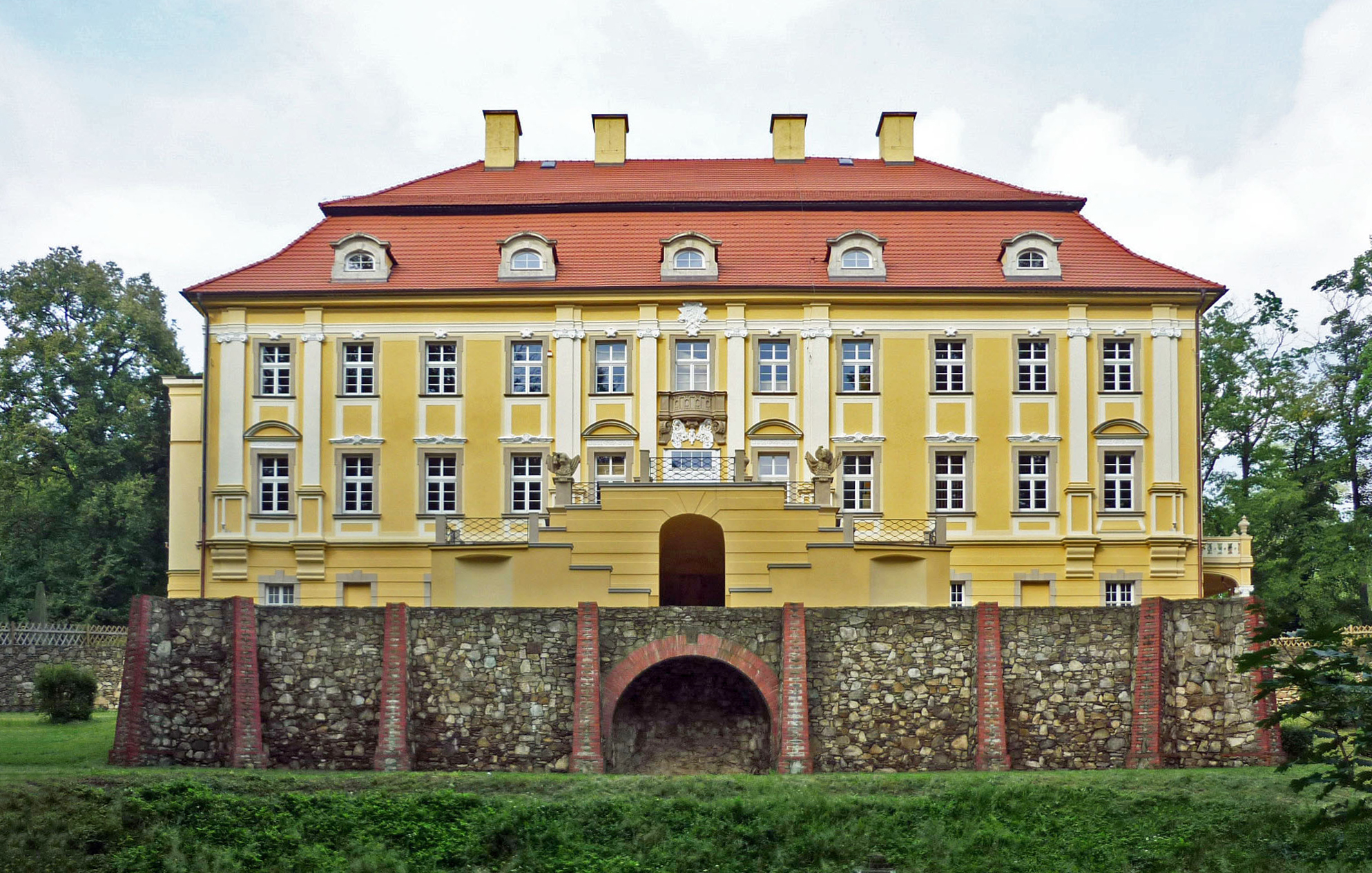
Fasada płd.-zach. z herbem Minutoli
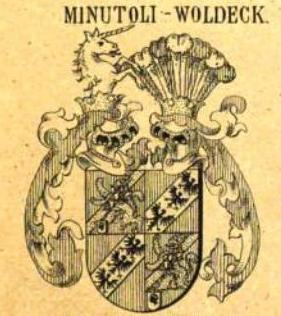
Herb Minutoli (lew)

Obiekt jest  częścią zespołu pałacowego z XVI-XVIII-XIX w., w skład którego wchodzą:
- pałac,
- park i wzgórze z promenadą[13]
- „Wieża Woldecka”[14] (niem. Woldeck Turm)[15] widokowa z 1869, obecnie ruina[16][3].